# Francesco Durante
Francesco Durante (Frattamaggiore, 31 marzo 1684 – Napoli, 30 settembre 1755) è stato un compositore italiano.

## Biografia

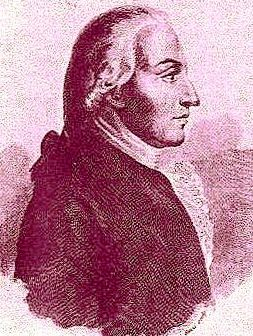

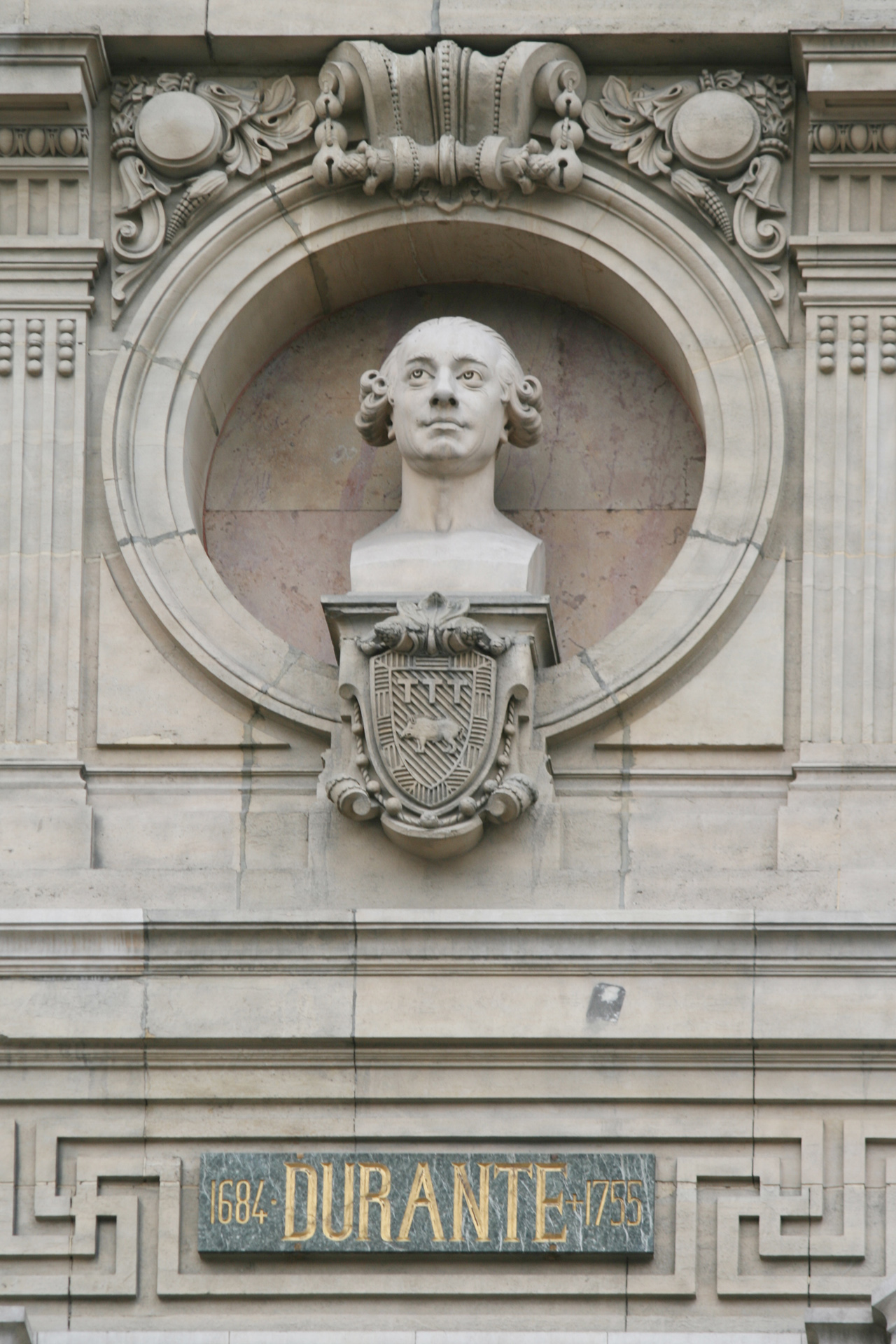
Busto di Durante e stemma di Frattamaggiore al Palais Garnier, sede storica dell'Opera parigina

Nacque a Frattamaggiore, nel Regno di Napoli, e da bambino entrò al Conservatorio dei Poveri di Gesù Cristo a Napoli, dove ricevette lezioni da Gaetano Greco.
Più tardi divenne allievo di Alessandro Scarlatti al Conservatorio di Sant'Onofrio a Porta Capuana. Si è anche supposto che abbia studiato con Bernardo Pasquini e Giuseppe Ottavio Pitoni a Roma, ma non c'è nessuna documentazione al riguardo. Sembra, comunque, che sia succeduto a Scarlatti nel 1725 a Sant'Onofrio, e che vi sia rimasto fino al 1742 quando sostituì Nicola Porpora a capo del Conservatorio di Santa Maria di Loreto, sempre a Napoli. Mantenne questo incarico per tredici anni , fino a quando morì. Si sposò tre volte.
La sua fama di insegnante era considerevole, fra gli altri Pietro Alessandro Guglielmi, Niccolò Jommelli, Giovanni Paisiello, Giovanni Battista Pergolesi, Niccolò Piccinni, Antonio Sacchini, Tommaso Traetta e Michelangelo Jerace furono suoi allievi. Nelle sue lezioni, pretendeva una rigidissima osservanza delle regole, ponendosi in questo in contrasto con Scarlatti, che trattava i suoi alunni come individui unici. Una collezione completa delle opere di Durante, composta quasi esclusivamente da musiche sacre, fu presentata da Selvaggi, un collezionista d'arte napoletano, alla Biblioteca di Parigi. Un catalogo si può trovare nella Biographie universelle di François-Joseph Fétis. Anche la Biblioteca imperiale di Vienna conserva una preziosa collezione di manoscritti di Durante. Due requiem, parecchie messe (una delle quali, in gran parte lavoro originale, è la Messa Pastorale per quattro voci) e le Lamentazioni del Profeta Geremia sono tra le sue principali opere.
Il fatto che non abbia mai composto nulla per il teatro (ad eccezione di cori per una tragedia, Flavio Valente), gli diede fama di compositore di musiche sacre. In effetti fu uno dei migliori compositori di musica da chiesa del suo tempo.
Fu considerato nel una delle più importanti e rappresentative figure della scena musicale europea del secolo: è assai significativo che Jean Jacques Rousseau giunse a definirlo   “le plus grand harmoniste d'Italie, c'est-à-dire du monde” La fama di supremo armonista e codificatore della tonalità gli venne continuamente riconosciuta, non solo attraverso l'opera didattica di Fedele Fenaroli, ma ancora nell'Ottocento da numerosi trattati di armonia e composizione: ad esempio, Momigny, nel suo trattato di armonia e composizione (1808-1809), dichiara che gli italiani "vanno giustamente fieri" di Durante esattamente come i tedeschi "sono orgogliosi" di J.S.Bach

## Opere

### La musica

#### Composizioni vocali
- Prodigi della divina misericordia verso i divoti del glorioso S. Antonio di Padua, (scherzo drammatico di A. Ronaldi), Napoli, 13 giugno 1705, musica persa

#### Cantate, duetti, arie
- Vincesti pur vincesti;
- Dove infelice;
- Sei cantate spirituali per alto, basso continuo
- Lascia alfin mio core;
- Dunque fra pochi stanti;
- Chi per pietà con Non più figlio;
- Al risuonar di spaventose.
- Due Atti di contrizione per gli alunni dei Conservatorio dei Poveri di Gesù Cristo
- De più pene al fiero aspetto, re maggiore, 1 voce;
- De più pene al fiero aspetto, fa maggiore, 1 voce.
- Almen se non poss'io (aria), per soprano;
- De sventura passo l'ore (aria), soprano;
- Ciel se mai giusto sei, soprano, basso continuo;
- A sue sponde torna il ruscello, soprano, basso continuo;
- A che date (aria), soprano;
- 11 Duetti da camera basati su cantate di Scarlatti per soprano, alto, basso continuo
  - Andate o miei sospiri,
  - Son io barbara donna,
  - Qualor tento scoprir,
  - Alme, voi che provaste,
  - Mitilde, alma mia,
  - O quante volte,
  - Mitilde, mio tesoro,
  - Fiero acerbo destin,
  - La vezzosa Celinde,
  - Amor, Mitilde, è morta,
  - Dormono l'aure estive,
  - Alfin m'ucciderete
  - Solitudine care (dal primo recitativo della cantata di A.Scarlatti Solitudine), soprano, alto, basso continuo;
- Duetti per soprano, alto, basso continue dalle cantate di A.Scarlatti
  - Questo silenzio,
  - Dolce piange,
  - Or mentre io dormo,
  - Sia pur sonno di morte,
  - Deh mio ben,
  - E pur vuole il cielo,
  - In si duro martire,
  - O penosa lontananza,
  - Così pietade (Da Flora e Tirsi);
- Canoni su testi di Metastasio per 3 soprani
  - Ah che destino,
  - Al povero amore,
  - Chi vive amante,
  - Chi vivere vuoi contento,
  - Comincio solo,
  - Di libertà son privo,
  - La sorte tiranna,
  - Mi vien in odio il solfeggiar,
  - No non parlar d'amor,
  - Perché vezzosi rai,
  - Se un vero amante,
  - So che vanti un core,
  - Voi sole.

#### Oratori
- La cerva assetata ovvero L'anima nelle fiamme della gloria (Napoli, 18 febbraio 1719, musica e libretto perduti);
- Abigaile (Roma, 22 novembre 1736);
- S. Antonio di Padova (G. Terribilino; Venezia, 1754);
- Cinque cori per la tragedia Flavio Valente di A. Marchese (Napoli, 1729).

#### Musica strumentale
- Concerti per quartetto in fa minore,
- Concerti per quartetto in sol minore,
- Concerti per quartetto in mi bemolle maggiore,
- Concerti per quartetto in mi minore,
- Concerti per quartetto in la maggiore,
- Concerti per quartetto in do maggiore,
- Concerti per quartetto in la maggiore (che reca il nome “La pazzia”);
- Concerto in si bemolle maggiore per clavicembalo e archi (circa 1750);
- Sonata in la maggiore per violino e clavicembalo (frammento);
- Sonata per cembalo in sol minore, Napoli 1732
- Sonata per cembalo in re maggiore, Napoli 1732
- Sonata per cembalo in do minore, Napoli 1732
- Sonata per cembalo in la maggiore, Napoli 1732
- Sonata per cembalo in fa minore, Napoli 1732
- Sonata per cembalo in si bemolle maggiore, Napoli 1732
- Sonata, in do maggiore, 2 violini, basso continuo;
- Sonata, in si bemolle maggiore, 2 violini, basso continuo;
- Sonata, mi minore, 2 violini, basso continuo;
- Sonate per cembalo solo in sol maggiore; dubbia
- Sonate per cembalo solo in do minore; dubbia
- Sonate per cembalo solo in sol maggiore; dubbia
- Sonate per cembalo solo in fa maggiore; dubbia
- Sonate per cembalo solo in re maggiore; dubbia
- Sonate per cembalo solo in do maggiore; dubbia
- Sonata per cembalo solo in la maggiore, dubbia
- Partite e sonate, re maggiore;
- Sonata, do minore, clavicembalo;
- Toccate per cembalo in fa maggiore,
- Sonata in do maggiore
- Fuga in sol maggiore;
- Toccata re minore;
- Toccata in si bemolle maggiore;
- Toccata in la minore;
- Toccata in do maggiore,
- Toccata in re minore,
- Toccata in do maggiore,
- Toccata in la maggiore;
- Toccata, in do minore, clavicembalo;
- Esercizio o sonata, in do maggiore, organo;
- Invertura, in do maggiore, organo;
- Altri pezzi didattici per clavicembalo.

### Musica sacra

#### Messe
- Missa S. Lidefonso per S.Giacomo degli Spagnuoli, in re minore, 5 voci, 1709;
- Kyrie, in re minore e Gloria, in do maggiore, 4 voci, 1734;
- Missa breve, fa maggiore, 4 voci, 1734;
- Missa in sol maggiore, 1742, frammenti;
- Missa in afflictionis tempore, fa maggiore, 5 voci, 1749;
- Missa in la maggiore, 8 voci, 1753;
- Missa in do maggiore, 5 voci;
- Missa in sol maggiore, 5 voci;
- Missa in sol maggiore, 4 voci;
- Missa col canto fermo "Sancte Michael defende nos" re maggiore, 5 voci;
- Missa in re maggiore, 4 voci;
- Missa in pastorale, re maggiore, 4 voci;
- Missa in re maggiore;
- Missa in re maggiore, 4 voci;
- Missa in pastorale, la maggiore, 4 voci;
- Missa in pastorale, la maggiore, 4 voci, basso continuo;
- Missa in sibemolle maggiore, 5 voci;
- Missa in sibemolle maggiore, 4 voci;
- Missa in do minore, 5 voci;
- Tre cicli di messe: in do maggiore, 3 voci e basso continuo;
- Messa a cappella in do maggiore, 3 voci e basso continuo;
- Missa in Palestrina, re minore, 4 voci e basso continuo, 17 ottobre 1739;
- Due messe (Kirye, Gloria, Credo), entrambe dubbie- in sol maggiore, 4 voci;
- Missa in la minore, 9 voci.

#### Mottetti
- Ad presepe venite (mottetto in pastorale), 4 voci;
- Ave virgo sancti amoris, soprano;
- Cessent corda, re maggiore, 5 voci;
- Cito pastore, 4 voci;
- Jam si redit luminosa, 8 voci;
- Jam videtur, 4 voci;
- Misericordias Domini, 8 voci;
- Nascere, nascere dive puellule (per il Natale), alto e basso continuo;
- O sapientia (in pastorale), soprano;
- Sacerdotes sancti, soprano, alto, 1713;
- Surge aurora, 4 voci;
- Surge fama, 5 voci;
- Tacete sonate, 4 voci.

#### Antifone, sequenze, inni
- Alma Redemptoris, mi bemolle maggiore, basso, dicembre 1739;
- Alma Redemptoris, sol minore, soprano, 1739;
- Ergo sum panis, 4 voci e basso continuo;
- Recordatus mei Deus, per tenore, basso;
- Salve Regina, fa maggiore, per basso;
- Salve Regina (per il Sig.Praun), re minore, 1739;
- Salve Regina, re minore, baritono, basso, s.a.1753;
- Salve Regina (per gli alunni dei Conservatorio di S.Onofrio), in mi minore, per soprano;
- Veni sponsa Christi, re maggiore, 4 voci;
- Veni sponsa Christi, re maggiore, 5 voci;
- Aste confessor, a 4 voci;
- Nunc dimittis, a 5 voci, 1749;
- O divi amoris (inno per S.Francesco), a 4 voci;
- O glorioso domino, la maggiore, a 5 voci;
- Pance lingua, a 5 voci;
- Inviolata integra, soprano;
- Stabat Mater, 2 soprani, e basso continuo;

#### Spezzoni di Messe
- Gloria, re maggiore, a 8 voci;
- Credo, sol maggiore, a 4 voci;
- Credo, sol maggiore, a 5 voci;
- Credo, la maggiore, a 4 voci;
- Credo, Sanctus, Agnus Dei, re maggiore, a 4 voci;

#### Requiem
- Messa piccola di requie (senza Dies irae), sol maggiore, a 3 voci;
- Messa in fa maggiore, a 4 voci;
- Messa in la minore, a 3 voci;
- Messa in sol minore, a 4 voci, 27 novembre 1738;
- Messa da morto, do minore, a 8 voci, Roma 1746;
- Messa funebre breve, a 4 voci.

#### Magnificat
- Magnificat in re maggiore, a 4 voci, basso continuo;
- Magnificat in si bemolle maggiore, a 5 voci;
- Magnificat in si bemolle maggiore, a 4 voci, basso continuo;
- Magnificat in la minore, a 4 voci;
- Magnificat in la minore, a 8 voci, 1752;
- Magnificat in re minore, a 4 voci;
- Magnificat in do minore, a 4 voci, basso continuo;
- Magnificat in mi bemolle maggiore, a 3 voci, basso continuo;
- Magnificat, do minore, a 4 voci;

#### Salmi
- Beatus vir, do maggiore, a 4 voci;
- Beatus vir, do maggiore, a 4 voci;
- Beatus vir, do maggiore, a 5 voci 1715;
- Beatus vir, la maggiore, a 5 voci 1735;
- Beatus vir, fa maggiore, a 4 voci;
- Beatus vir, la maggiore, a 4 voci;
- Beatus vir, do minore, a 3 voci;
- Confitebor, re maggiore, novembre 1744;
- Confitebor, la maggiore, a 4 voci;
- Confitebor, mi minore, a 4 voci;
- Dixit Dominus, re maggiore, a 4 voci;
- Dixit Dominus, re maggiore, a 5 voci;
- Dixit Dominus, re maggiore, a 5 voci, 1751;
- Dixit Dominus, re maggiore, a 5 voci;
- Dixit Dominus, re maggiore, a 5 voci, 1753;
- Dixit Dominus, re maggiore, a 5 voci, 1753;
- Dixit Dominus, fa maggiore, a 8 voci;
- Dixit Dominus, si bemolle maggiore, a 3 voci, basso continuo;
- Laetatus sum, a 4 voci;
- Laudate pueri, do maggiore, a 4 voci, basso continuo;
- Laudate pueri (detto il Grottesco), sol maggiore, a 4 voci, 1732;
- Laudate pueri, sol maggiore, a 8 voci;
- Laudate pueri, re maggiore, a 8 voci, 1714;
- Laudate pueri, la maggiore, a 1 voce;
- Laudate pueri, la maggiore, a 4 voci.
- Memento Domine David (concorso per la cappella reale), a 8 voci, basso continuo, 21 aprite 1745;
- Miserere (per defunti), a 3 voci;
- Miserere (per la chiesa di S.Nicol- di Bari), a 5 voci, basso continuo, 1754. Edizione moderna a cura di Giovanni Acciai. Milano, Edizioni Suvini Zerboni, 1995;
- Misericordias Domini, do minore, a 8 voci, basso continuo;
- Misericordias Domini, do minore, a 8 voci, basso continuo;
- Nisi Dominus, a 4 voci;
- Protexisti me Deus (concorso per la Cappella Reale di Napoli), a 5 voci basso continuo, 21 aprile 1745
- Vespro breve (Dixit dominus), do maggiore, a 4 voci;

#### Offertori
- Domine Jesu Christe, a 8 voci, basso continuo;

### Altre opere

#### Litanie per la Beata Maria Vergine
- Litania della Beata Maria Vergine in la minore, a 4 voci
- Litania della Beata Maria Vergine in mi minore, soprano, alto
- Litania della Beata Maria Vergine in sol minore, a 4 voci
- Litania della Beata Maria Vergine in fa minore, a 4 voci, 1750
- Litania della Beata Maria Vergine in mi minore, a 4 voci
- Litania della Beata Maria Vergine in sol minore, 4 voci

#### Responsori
- Responsori per la Settimana Santa e Miserere, a 3 voci, basso continuo;
- Si quaeris miracula (responsorio di S.Antonio), soprano;
- Responsorio Omnes amici, a 3 voci, basso continuo;

#### Musica profana
- 6 Cantate spiruali per Alto e continuo;
- Atto di contrizione (per gli alunni del Conservatorio di Gesù Cristo) a 1 voci;
- 12 Duetti da camera con continuo;
- 13 canoni a 3 voci su testi del Metastasio;
- altri madrigali e arie a 1-2 voci e continuo.

#### Composizioni pedagogiche
- Partimenti ossia intero studio di numerati per ben suonare il cembalo,
- 13 duetti di soprano;
- 4 canoni, per 2 soprani;
- Ludus puerorum a due canti;
- 5 duetti per solfeggiare, per soprano, basso.

## Discografia
- Viaggio nel '700 Italiano: Francesco Durante, Overtura per organo - Marco Cadario
- Viaggio nel '700 Italiano: Francesco Durante, Toccata I in Do Maggiore - Marco Cadario
- Viaggio nel '700 Italiano: Francesco Durante, Toccata II in Re Minore - Marco Cadario
- Viaggio nel '700 Italiano: Francesco Durante, Toccata VI in Do Maggiore - Marco Cadario